# پیتنباخ
پیتنباخ (به آلمانی: Pittenbach) یک شهر در آلمان است که در بیتبورگ-پروم واقع شده‌است.